# Перець (річка)
Перець (словац. Perec) — річка в Словаччині, відгалуження течії Грону, протікає в округах Левиці й Нове Замки.
Довжина — 53.5 км; площа водозбору - 113,3 км².
Відділяється від русла Грону при селі Вельке Козмаловце.
Впадає в Грон при селі Каменін.